# Małpożer
Małpożer (Pithecophaga jefferyi) – gatunek dużego ptaka drapieżnego z podrodziny jastrzębi (Accipitrinae) w rodzinie jastrzębiowatych (Accipitridae), zamieszkujący Filipiny. Jeden z najrzadszych, najbardziej zagrożonych i najpotężniejszych ptaków na świecie. Jest objęty międzynarodową ochroną gatunków ginących. Obecnie jego populację na wolności ocenia się na zaledwie 250–750 osobników.

## Zasięg występowania
Małpożer występuje na większych wyspach północnych i wschodnich Filipin: Luzon, Samar, Leyte i Mindanao.

## Taksonomia
Gatunek i rodzaj po raz pierwszy naukowo opisał w 1896 roku brytyjski ornitolog William Robert Ogilvie-Grant. Holotyp pochodził z wyspy Samar. 
Pokrewieństwo niepewne. Ostatnio przeprowadzone badania molekularne sugerują, że takson ten może tworzyć grupę siostrzaną z Circaetus. Gatunek monotypowy.

### Etymologia
- Pithecophaga: gr. πιθηκοφαγος pithēkophagos „jedzący małpę”, od πιθηκοφαγεω pithēkophageō „jeść małpie mięso”, od πιθηκος pithēkos „małpa”; φαγος phagos „żarłok”, od φαγειν phagein „jeść”[10].
- jefferyi: Jeffrey Whitehead (zm. 1909), angielski makler giełdowy, ojciec podróżnika Johna Whiteheada[11].

## Morfologia
Długość ciała 90–100 cm, rozpiętość skrzydeł 184–202 cm; masa ciała 4700–8000 g. Ma długi ogon, stosunkowo krótkie skrzydła i wysoki, spłaszczony po bokach dziób. Upierzenie jest ciemnobrązowe z wierzchu i brudnobiałe od spodu, ogon z czarnymi poprzecznymi prążkami. Na głowie ma „grzywę” z długich, jasnobrązowych piór, które nadają mu „lwi” wygląd.

## Ekologia i zachowanie
Żyje na obszarach leśnych od nizin po co najmniej 1800 m n.p.m.
Małpożer poluje na małpy, gryzonie, węże, jaszczurki oraz ptaki, takie jak dzioborożce. Skład pokarmu różni się zależnie od zamieszkiwanej wyspy. Poluje z zasiadki na gałęzi lub z lotu ślizgowego ponad koronami drzew.
Małpożery są monogamiczne – dobierają się w pary na całe życie. Gniazdo budują na wyniosłym drzewie (z rodziny Dipterocarpaceae), ok. 30 m nad ziemią. Samica składa 1 białe jajo. Wysiadywanie trwa 58–60 dni. Oboje rodzice opiekują się jajem, a następnie pisklęciem przez 20 miesięcy, mogą więc wyprowadzać lęg tylko raz na dwa lata.

## Status
Międzynarodowa Unia Ochrony Przyrody (IUCN) uznaje małpożera za gatunek krytycznie zagrożony (CR – critically endangered) nieprzerwanie od 1994 roku. Liczebność populacji szacuje się na 250–750 osobników. Trend liczebności populacji uznaje się za spadkowy.